# Hylaeus nigritus
Hylaeus nigritus är ett bi som är medlem av familjen korttungebin och släktet citronbin.

## Beskrivning
Likt övriga citronbin är Hylaeus nigritus övervägande svart med vita till blekgula markeringar i ansiktet och hos hanen även på bakskenbenen. Hos honan tar ansiktsmarkeringarna formen av en fläck på vardera sidan; hos hanen är hela ansiktet gulvitt. De vita hårfransar som är vanliga på bakkroppen hos många citronbin saknas hos denna art. Kroppslängden är 7 till 9 mm för honan, 6 till 9 mm för honan.

## Ekologi
Hylaeus nigritus lever i stenbrott, sand-, grus- och lertag, vägrenar, ruderatmarker, vingårdar, gärna på bara fläckar av löss- eller sandjord, på betesmark, men även i samhällen, trädgårdar och parker. I Alperna kan den gå upp till 1 600 m. Den är specialiserad på korgblommiga växter, framför allt renfana och prästkrage.
Arten bygger sina larvbon i rasbranter, sprickor i stenmurar och klippor, men även i ekgalläpplen från gallstekeln Cynips argentea. 

## Utbredning
Hylaeus nigritus finns i centrala Europa mellan 40 till 62°, och från Iberiska halvön i väster till Östeuropa och vidare över Turkiet och Kaukasus till Iran och Sibirien. Den förekommer också i Nordafrika (Marocko).
I Finland finns den vid sydkusten (dock ej Åland) norrut till Norra Savolax och Norra Karelen. Arten är väletablerad, och klassificerad som livskraftig ("LC"). 2000 var den dock rödlistad som nära hotad ("NT").
Arten saknas i Sverige, men den förväntas uppenbara sig i östra Svealand eller möjligtvis på Gotland.